# Новоадзитарово
Новоадзита́рово (баш. Яңы Атйетәр) — деревня в Аургазинского района Башкортостана России. Входит в  Батыровский сельсовет.

## География
Расстояние до:
- районного центра (Толбазы): 14 км,
- центра сельсовета (Куезбашево): 1 км,
- ближайшей железнодорожной станции (Белое Озеро): 15 км.

## Население
| 2002 | 2009 | 2010 |
| ---- | ---- | ---- |
| 407  | ↘375 | ↘372 |

Согласно переписи 2002 года, преобладающая национальность — татары (73 %).